# Spilosoma rybakowi
Spilosoma rybakowi är en fjärilsart som beskrevs av Alphéraky 1897. Spilosoma rybakowi ingår i släktet Spilosoma och familjen björnspinnare. Inga underarter finns listade i Catalogue of Life.